# Touro (A Coruña)
Touro ist ein Municipio, eine Parroquia und ein Ort in der Provinz A Coruña der Autonomen Gemeinschaft Galicien, im Norden von Spanien. Die 3.387 Einwohner (Stand: 2024) leben auf eine Fläche von 115,34 km², 83,30 Kilometer von der Hauptstadt A Coruña entfernt.

## Geschichte
Wallburgen aus der Zeit der Castrokultur belegen die frühe Besiedlung der Gemeinde.
Die Besiedlung der Region ist bis zur Zeit der Römer nachgewiesen.
Die erste namentliche Erwähnung stammt aus dem 12. Jahrhundert, wo der Weg der Pilger von Diego Gelmírez im Codex Calixtinus über Touro beschrieben wird.

## Sehenswürdigkeiten
- Die Pfarrkirchen der Parroquias bieten einen Einblick in die religiöse Architektur der Region.
- Zahlreiche Bauwerke von Hórreos der Bauernhöfe über Landhäuser und Burgen sind in der Gemeinde verstreut.

## Am Jakobsweg
Der Camiño Francés führt seit Alters her durch die Gemeinde, was deutliche Spuren hinterlassen hat. Zahlreiche Pilgerherbergen sind entlang des Weges.

## Bevölkerungsentwicklung der Gemeinde
Quelle: INE-Archiv – grafische Aufarbeitung für Wikipedia

## Gemeindegliederung
Die Gemeinde Touro ist in 19 Parroquias gegliedert:
| Parroquias           | Patrozinium  | Einwohner 2024 | Fläche km² | Dichte Einw./km² | Höhe msnm | Ortskennzahl |
| -------------------- | ------------ | -------------- | ---------- | ---------------- | --------- | ------------ |
| Andeade              | Santiago     | 73             | 5,41       | 13               | 279       | 15085010000  |
| Bama                 | San Vicenzo  | 240            | 11,39      | 21               | 0         | 15085020000  |
| Bendaña              | Santa María  | 59             | 1,00       | 59               | 79        | 15085030000  |
| Beseño               | San Cristovo | 174            | 6,18       | 28               | 0         | 15085040000  |
| Calvos de Socamiño   | San Martiño  | 142            | 6,98       | 20               | 347       | 15085050000  |
| Circes               | Santa Mariña | 90             | 3,27       | 28               | 0         | 15085060000  |
| Cornado              | Santiso      | 104            | 4,59       | 23               | 0         | 15085070000  |
| Enquerentes          | San Miguel   | 43             | 2,02       | 21               | 0         | 15085080000  |
| Fao                  | Santa Uxía   | 155            | 7,87       | 20               | 0         | 15085090000  |
| Fontes Rosas         | San Xoán     | 25             | 2,02       | 12               | 0         | 15085110000  |
| Foxás                | San Breixo   | 209            | 6,90       | 30               | 0         | 15085100000  |
| Loxo                 | Santa María  | 358            | 10,61      | 34               | 264       | 15085120000  |
| Novefontes           | Santiago     | 99             | 6,06       | 16               | 0         | 15085130000  |
| Prevediños           | Santiago     | 256            | 10,72      | 24               | 0         | 15085140000  |
| San Fiz de Quión     | San Fiz      | 274            | 10,52      | 26               | 0         | 15085150000  |
| San Miguel de Vilar  | San Miguel   | 193            | 6,17       | 31               | 216       | 15085190000  |
| San Pedro de Ribeira | San Pedro    | 91             | 3,24       | 28               | 0         | 15085160000  |
| Touro                | San Xoán     | 654            | 6,18       | 106              | 309       | 15085170000  |
| Turces               | Santa María  | 143            | 4,20       | 34               | 0         | 15085180000  |

## Wirtschaft
| Ackerbau, Viehzucht und Fischerei                                                  | 0194  | 015,02 |
| Industrie                                                                          | 0253  | 019,58 |
| Bauwirtschaft                                                                      | 0114  | 08,82  |
| Dienstleistungsbetriebe                                                            | 0731  | 056,58 |
| Total                                                                              | 1.292 | 100,00 |
| * Daten aus dem Statistischen Amt für Wirtschaftliche Entwicklung in Galicien, IGE |       |        |